# Rejencja Düsseldorf
Rejencja Düsseldorf (niem. Regierungsbezirk Düsseldorf) – jedna z pięciu rejencji niemieckiego kraju związkowego Nadrenia Północna-Westfalia. Siedziba rejencji oraz zarząd znajdują się w Düsseldorfie.

## Geografia
Rejencja Düsseldorf leży w północno-zachodniej części kraju związkowego. Od południa graniczy z rejencją Kolonia, od zachodu i północnego zachodu z Holandią, od północnego wschodu z rejencją Münster i od wschodu z rejencją Arnsberg. Rejencja stanowi najludniejszy i najgęściej zamieszkany region Niemiec, mimo że 52% powierzchni stanowią uprawy rolne, zaś jedną siódmą – lasy.

## Historia
Rejencja powstała 22 kwietnia 1816 na mocy pruskiej ustawy z 30 kwietnia 1815. Początkowo należała do Prowincji Jülich-Kleve-Berg, a od 22 czerwca 1822, kiedy wcielono do niej rejencję Kleve, do Prowincji Reńskiej.

## Podział administracyjny
W skład rejencji Düssseldorf wchodzi dziesięć miast na prawach powiatu oraz pięć powiatów.
Miasta na prawach powiatu:
| Lp. | Nazwa miasta        | Ludność (31.12.2010) | Powierzchnia km² |
| --- | ------------------- | -------------------- | ---------------- |
| 1   | Düsseldorf          | 588 735              | 217,22           |
| 2   | Duisburg            | 489 599              | 232,81           |
| 3   | Essen               | 574 635              | 210,31           |
| 4   | Krefeld             | 235 076              | 137,75           |
| 5   | Mönchengladbach     | 257 993              | 170,45           |
| 6   | Mülheim an der Ruhr | 167 344              | 91,29            |
| 7   | Oberhausen          | 212 945              | 77,11            |
| 8   | Remscheid           | 110 565              | 74,60            |
| 9   | Solingen            | 159 927              | 89,48            |
| 10  | Wuppertal           | 349 721              | 168,41           |

Powiaty ziemskie:
| Lp. | Nazwa powiatu     | Ludność (31.12.2010) | Powierzchnia km² | Liczba gmin |
| --- | ----------------- | -------------------- | ---------------- | ----------- |
| 1   | Kleve             | 307 807              | 1 232,14         | 16          |
| 2   | Mettmann          | 495 155              | 407,10           | 10          |
| 3   | Rhein-Kreis Neuss | 443 286              | 576,52           | 8           |
| 4   | Viersen           | 300 417              | 563,25           | 9           |
| 5   | Wesel             | 468 619              | 1 042,47         | 13          |